# Björkån, Faxälven
Björkån är ett vattendrag i Edsele socken, Sollefteå kommun, västra Ångermanland. Björkån är källflöde till Edslan i Faxälvens vattensystem. Längd ca 15 km. Björkån rinner upp söder om Vängersjön och strömmar i stort sett norrut förbi byn Björkå och mynnar i en liten långsmal sjö, varifrån vattnet strömmar vidare under namnet Edslan. 